# Gusle
Een gusle is een knieviool met één snaar die vooral voorkomt in het Dinarische Alpen-gebied (Kroatië tot Albanië) Het instrument heeft een houten klankkast dat uit één stuk gesneden is en is bespannen met een geitenvel. 
Een gusle wordt vooral gebruikt bij het begeleiden van epische heldendichten uit de tijd van de Turkse overheersing van de Balkan.

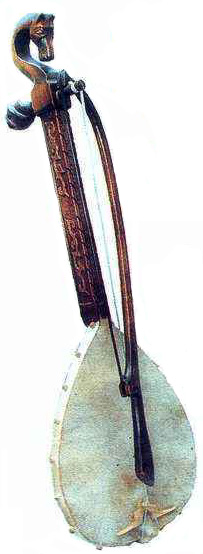
Een Servische gusle
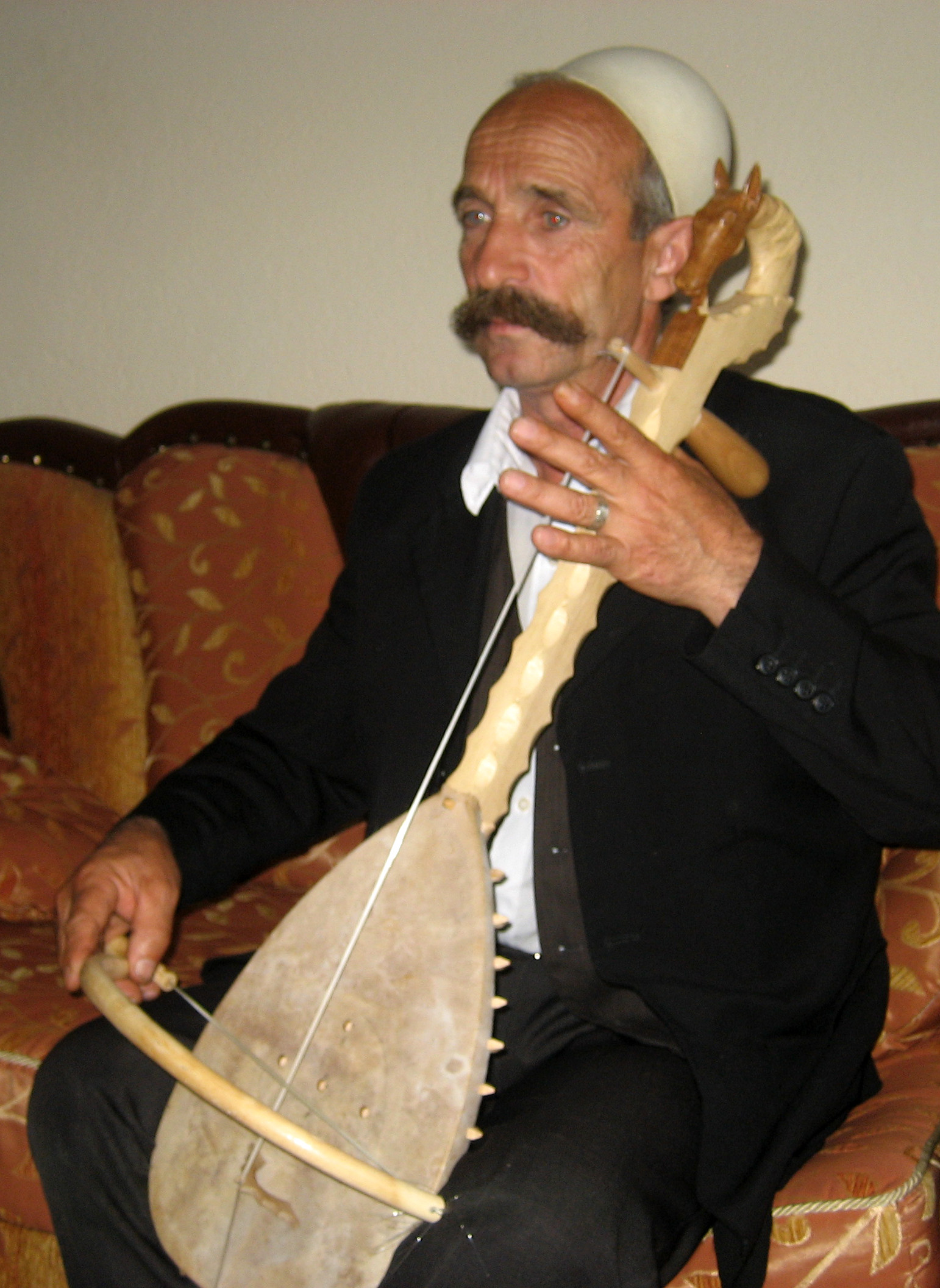
Albanese lahuta, Rugova